# Quartier Saint-Ambroise
Le quartier Saint-Ambroise est le 42e quartier administratif de Paris situé dans le 11e arrondissement.

## Géographie

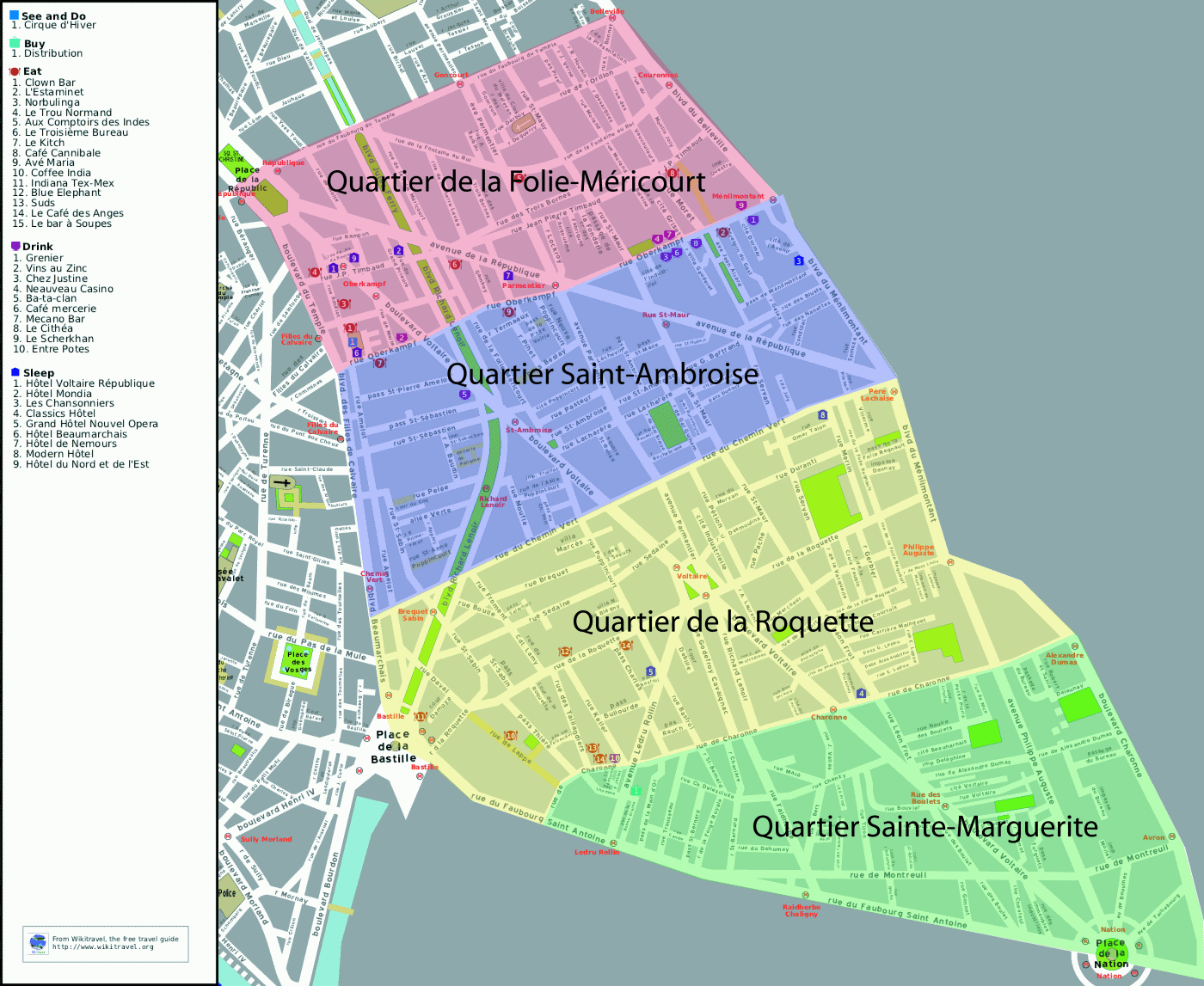
Les quartiers du 11e arrondissement.

Le quartier est délimité par la rue Oberkampf, le boulevard de Ménilmontant, la rue du Chemin-Vert jusqu'au boulevard Beaumarchais et le boulevard des Filles-du-Calvaire.

## Histoire
Le nom du quartier provient de l'église Saint-Ambroise, elle-même nommée en l'honneur d'Ambroise de Milan.

## Voies principales
- Rue Amelot
- Boulevard Beaumarchais
- Rue du Chemin-Vert
- Boulevard des Filles-du-Calvaire
- Rue de la Folie-Méricourt
- Boulevard de Ménilmontant
- Rue Oberkampf
- Avenue Parmentier
- Rue Popincourt
- Avenue de la République
- Boulevard Richard-Lenoir
- Rue Saint-Ambroise
- Rue Saint-Maur
- Rue Saint-Sabin
- Rue Saint-Sébastien
- Rue Servan
- Boulevard Voltaire

## Compléments
- Les 3 autres quartiers du 11e arrondissement :
  - Quartier de la Folie-Méricourt
  - Quartier de la Roquette
  - Quartier Sainte-Marguerite